# 特拉真墨西哥鮈
特拉真墨西哥鮈（学名：Evarra tlahuacensis）为輻鰭魚綱鯉形目雅羅魚科的其中一種，分布於中美洲墨西哥，棲息在中底層水域，已滅絕。

## 扩展阅读
維基物種上的相關：特拉真墨西哥鮈